# أشرف علييف
أشرف علييف (بالأذرية: Əşrəf Paşa oğlu Əliyev)‏ هو مصارع هاوي أذربيجاني، ولد في 29 يوليو 1986 في Giləzi, Khizi ‏ في أذربيجان.

## وصلات خارجية
- أشرف علييف على موقع قاعدة بيانات المصارعة الدولية (الإنجليزية)
- أشرف علييف على موقع أوليمبيديا (الإنجليزية)